# Tribunal administratif de Nouvelle-Calédonie
Le tribunal administratif de Nouvelle-Calédonie ou de Nouméa est le tribunal administratif compétent dans la collectivité et archipel de Nouvelle-Calédonie. Il a été institué par les articles 125 à 129 de la loi n° 84-821 du 6 septembre 1984 portant statut du territoire de la Nouvelle-Calédonie et dépendances (dit « Statut Lemoine ») en remplaçant le Conseil du contentieux administratif qui n'avait qu'une compétence d'attribution. Il est installé depuis 1984 au 4e étage de l'immeuble Carcopino 3000, bâtiment contemporain situé à la limite entre les Quartiers latin au nord, Artillerie à l'ouest et Orphelinat au sud. 

## Présidents
- Alain Levasseur
- depuis 2017 : Guy Quillévéré[2].